# Victor Cambon
Victor Cambon (Lione, 1852 – Parigi, 22 marzo 1927) è stato un ingegnere e giornalista francese.

## Biografia
Le capitalisme peut être patriote, le capital ne l'est pas.»
Un capitalista può essere patriota, il capitale no.»
( Les Derniers Progrès de l'Allemagne, 1913.)
Victor Cambon è stato un ingegnere e giornalista francese nato nel 1852 a Lione. Dopo aver studiato presso l'École centrale des arts et manufactures, divenne in seguito professore nella stessa istituzione. La sua carriera tecnica lo portò a lavorare come ingegnere nella produzione di colle e gelatine e presso una società di coloranti situata nei pressi di Francoforte, in Germania.
Cambon si distinse non solo per la sua attività ingegneristica, ma anche per il suo contributo nel campo del giornalismo scientifico. Fu infatti uno dei redattori della prestigiosa rivista scientifica La Nature, fondata nel 1873 da Gaston Tissandier.
Fu membro del comitato d'azione della Société de Géographie de Lyon nel 1897.

## Opere
Victor Cambon fu anche un prolifico autore di testi tecnici e divulgativi, in particolare su temi legati all'agricoltura, all'industria e al lavoro in Germania. Tra le sue opere più importanti troviamo:
- (FR) De France en Allemagne, (1887).
- (FR) Guide pratique pour la connaissance et l'emploi raisonné des engrais chimiques. Le sol, les engrais, les cultures, (1889).
- (FR) Le Vin et l'art de la vinification, (1892).
- (FR) L'Allemagne au travail, (1909).
- (FR) Le Taylorisme, (1917).
- (FR) L'Allemagne nouvelle, (1923).

Attraverso i suoi scritti, Cambon analizzò la cultura industriale tedesca e le nuove tecniche di produzione e organizzazione del lavoro, come il taylorismo, contribuendo a diffondere queste innovazioni in Francia.